# Маркиз Саррия
Маркиз де Саррия — испанский дворянский титул. Он был создан 1 мая 1543 года королем Испании Карлом I для Фернандо Руиса де Кастро и Португаля, 4-го графа де Лемос (1505—1575).
Название титула происходит от названия города Саррия в провинции Луго (Галисия). Этот титул носят наследники дома Лемос. Ранее существовал титул графа де Саррия.

## Маркизы де Саррия
- Фернандо Руис де Кастро и Португаль (1505—1575), 4-й граф де Лемос, 1-й маркиз де Саррия и гранд Испании. Сын Беатрис де Кастро Осори, 3-й графини де Лемос, и Диниша де Браганса. Был женат на Терезе де Андраде, 3-й графине де Вильяльба.
- Педро Фернандо Руис де Кастро Андраде и Португаль (1524—1590), 5-й граф де Лемос, 2-й маркиз де Саррия и гранд Испании, сын предыдущего. Был женат на Леонор де ла Куэва и Хирон и Терезе де ла Куэва и Бобадилья
- Фернандо Руис де Кастро Андраде и Португаль (1548—1601), 6-й граф де Лемос, 3-й маркиз де Саррия и гранд Испании, вице-король Неаполя (1599—1601), старший сын предыдущего от первого брака. Был женат на Каталине де Суньиги и Сандоваль.
- Педро Фернандес де Кастро Андраде (1576—1622), 7-й граф де Лемос, 4-й маркиз де Саррия, гранд Испании, председатель Совета Индий, вице-король Неаполя (1610—1616) и председатель Верховного Совета Италии. Старший сын предыдущего и племянник кардинала Родриго де Кастро Осорио. Умер бездетным, ему наследовал его младший брат.
- Франсиско Руис де Кастро (1582—1637), 8-й граф де Лемос, 5-й маркиз де Саррия, гранд Испании и вице-король Неаполя (1601—1603), младший брат предыдущего. В 1629 году отказался от всех своих титулов и владений и принял монашество. Был женат с 1664 года на Анне Франсиске де Борха и Дориа, дочери 8-го герцога де Гандия.
- Франсиско Фернандес де Кастро (1613—1662), 9-й граф де Лемос, 6-й маркиз де Саррия, гранд Испании и вице-король Арагона. Старший сын предыдущего
- Педро Фернандес де Кастро (1632—1672), 10-й граф де Лемос, 7-й маркиз де Саррия, гранд Испании, 27-й вице-король Перу (1667—1672). Сын Франсиско Фернандеса де Кастро, 9-го графа де Лемоса (1613—1662), и Антонии Тельес-Хирон и Энрикес де Рибера.
- Хине Мигель Мария де ла Консепсьон Руис де Кастро Андраде и Португаль Осорио (1666—1741), 11-й граф де Лемос, 9-й граф де Вильяльба, 8-й маркиз де Саррия и гранд Испании. Старший сын предыдущего. Был трижды женат, но не оставил потомства, ему наследовала его племянница Роза Мария де Кастро и Сентурион.
- Роза Мария Кастро и Сунтурион (1691—1772), 12-я графиня де Лемос, 9-я маркиза де Саррия, грандесса Испании. Умерла в 1772 году, не оставив потомства. После споров за наследство между двумя линиями семьи, титул перешел к её племяннику, герцогу де Бехару.
- Хоакин Лопес де Суньига-и-Кастро (1715—1777), 13-й граф де Лемос, 10-й маркиз де Саррия, гранд Испании. Единственный сын Хуана Мануэла Лопеса де Суньиги и Кастро, 11-го герцога де Бехара (1680—1747) от третьего брака с Рафаэлой Луизой де Кастро и Сентурион. Скончался без потомства. Вместе с его смертью угас дом Кастро, а титулы графа де Лемос и маркиза де Саррия унаследовал дом Бервик.
- Хакобо Франсиско Фитц-Джеймс Стюарт и Колон Португаль (1718—1785), 14-й граф де Лемос, 11-й маркиз де Саррия, 3-й герцог де Бервик и гранд Испании. Сын Хакобо Франсиско Фитцджеймс Стюарт, герцога де Лириа-и-Херика и Бервика (1696—1738), 2-го герцога де Лирия-и-Херика и 2-го герцога де Бервика. Внук Фернандо де Кастро и Португаля, брата 7-го и 8-го графов де Лемос. 26 июля 1738 года женился на Марии Терезе де Сильва и Альварес де Толедо (1716—1790), старшей дочери Марии Терезы Альварес де Толедо и Аро, 11-й герцогини де Альба (1691—1755). Ему наследовал их единственный сын:
- Карлос Бернардо Фитц-Джеймс Стюарт и Сильва (1752—1787), 15-й граф де Лемос, 12-й маркиз де Саррия и гранд Испании. 15 сентября 1771 года женился на Каролине Августе цу Штольберг-Гедерн, принцессе Горн (1755—1828). Ему наследовал его единственный сын:
- Хакобо Филипп Фитц-Джеймс Стюарт цу Штольберга-Гедерн (1773—1794), 16-й граф де Лемос, 13-й маркиз де Саррия, 3-й герцог де Бервик и гранд Испании. В 1790 году женился на Марии Терезе де Сильва-Фернандес де Ихар и де Палафокс (1772—1818), дочери 9-го герцога де Ихара. Ему наследовал их старший сын:
- Хакобо Фитц-Джеймс Стюарт и Сильва (1791—1794), 17-й граф де Лемос, 14-й маркиз де Саррия, 4-й герцог де Бервик и гранд Испании. Умер в возрасте трех лет. Ему наследовал его младший брат:
- Карлос Мигель Фитц-Джеймс Стюарт и Сильва (1794—1835), 18-й граф де Лемос, 14-й маркиз де Саррия, 5-й герцог де Бервик, 14-й герцог де Альба и гранд Испании. Был женат с 1818 года на Розалии Вентимилья ди Граммонте и Монкада (1798—1868), дочери Луиджи ди Вентимилья, 2-го принца ди Граммонте, и Элеоноры ди Монкада. Ему наследовал их старший сын:
- Хакобо Фитц-Джеймс Стюарт и Вентимилья (1821—1881), 19-й граф де Лемос, 16-я маркиз де Саррия, 6-й герцог де Бервик, 15-й герцог де Альба и гранд Испании. С 1848 года был женат на Марии Франциске Палафокс Портокаррето и Киркпатрик (1825—1860), 12-й герцогине Пеньяранда, дочери Киприано Палафокса и Портокарреро (1784—1839), графа де Тебо и де Монтихо, и Марии Мануэлы Киркпатрик (1794—1879), сестре императрицы Франции Евгении. Ему наследовал их единственный сын:
- Карлос Мария Фитц-Джеймс Стюарт и Портокарреро (1849—1901), 20-й граф де Лемос, 17-й маркиз де Саррия, 7-й герцог де Бервик, 16-й герцог де Альба и гранд Испании. С 1877 года был женат на Марии дель Росарио Фалько и Осорио (1854—1904), 22-й графине де Сируэла, дочери Мануэля Паскуаля Луиса Карлоса Феликса Фортунато Фалько, 14-го маркиза Алмоназира, и Марии дель Пилар, 3-й герцогине Фернан Нуньес. Ему наследовал их старший сын:
- Хакобо Фитц-Джеймс Стюарт и Фалько (1878—1953), 21-й граф де Лемос, 18-й маркиз де Саррия, 17-й герцог де Альба, 8-й герцог де Бервик и гранд Испании. С 1920 года был женат на Марии дель Росарио де Сильва и Гуртубай (4 апреля 1900 — 11 января 1934), дочери Альфонсо де Сильва и Фернандеса де Кордобы (1877—1955), 16-го герцога Алиага, и Марии дель Росарио Гуртубай (1879—1948). Ему наследовала его единственная дочь:
- Каэтана Фитц-Джеймс Стюарт (1926—2014), 22-я графиня де Лемос, 19-я маркиза де Саррия, 9-я герцогиня де Бервик, 18-я герцогиня Альба и грандесса Испании. В 1947 году вышла замуж за Луиса Мартинеса де Ирухо и Артаскоса (1919—1972), шестого сына Педро Мартинеса де Ирухо и Каро, 9-го герцога де Сотомайора. Ей наследовал их старший сын:
- Карлос Фитц-Джеймс Стюарт и Мартинес де Ирухо (род. 1948), 23-й граф де Лемос, 20-й маркиза де Саррия, 19-й герцог де Альба, 10-й герцог де Бервик и гранд Испании с 2014 года. С 1988 по 2004 год был женат на Матильде де Солис-Бомон и Мартинес-Кампос (род. 13 июня 1963), дочери Фернандо де Солис-Бомон, 10-го маркиза де Мотилла, и его жены Изабель Мартинес-Кампос.